# New Orleans Cotton Exchange
Le New Orleans Cotton Exchange (« bourse du coton de La Nouvelle-Orléans ») a été établi à la Nouvelle-Orléans, en Louisiane, en 1871 comme un forum centralisé pour le commerce du coton, et a fonctionné jusqu'à sa fermeture en 1964. Ce lieu est devenu un site historique national.

## Histoire

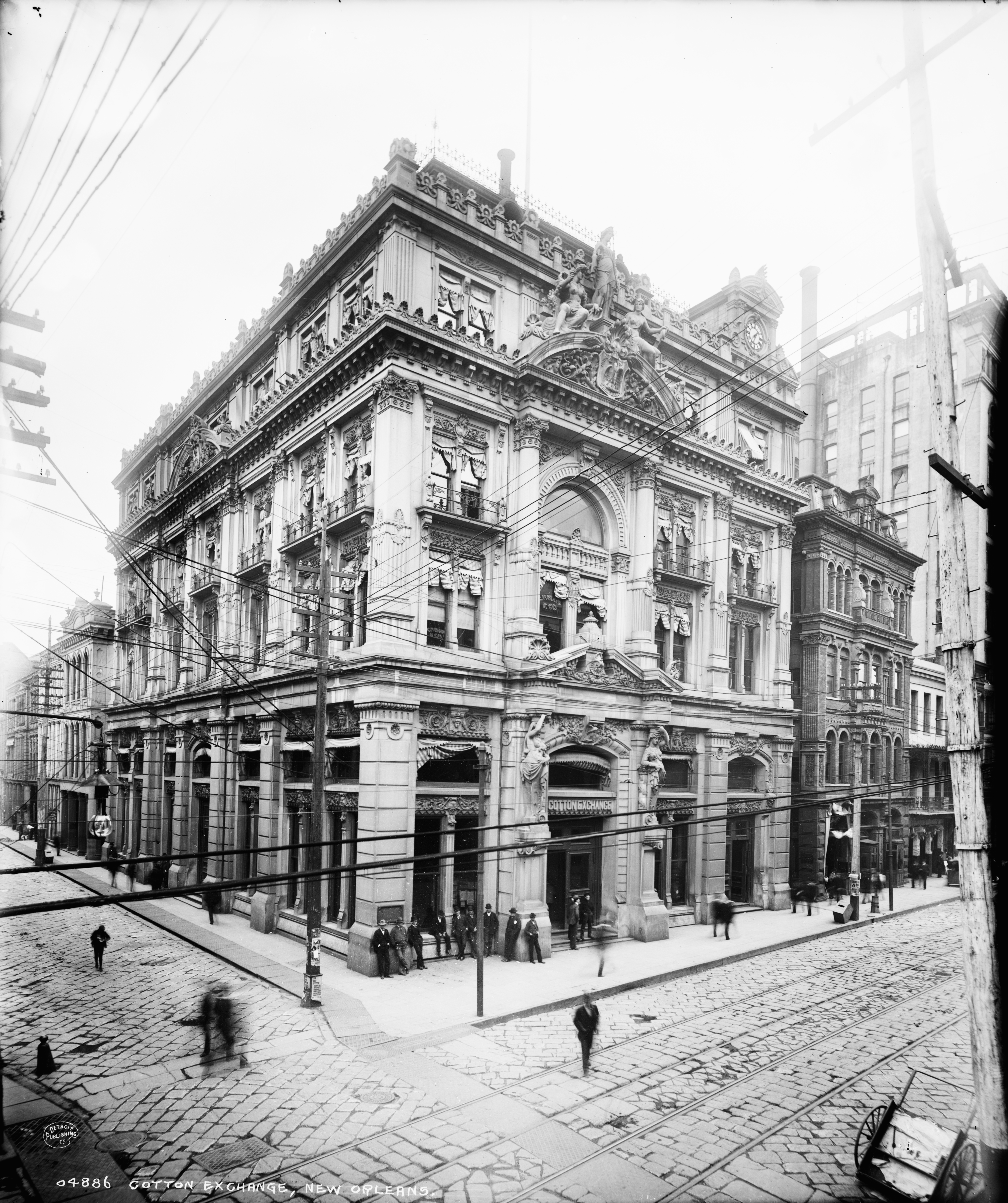
Bourse du coton de La Nouvelle-Orléans.

Le marché du coton de La Nouvelle-Orléans avait été destabilisé en profondeur par la Panique de 1837. La Bourse du coton de La Nouvelle-Orléans a été conçue et financée par un groupe de négociants en coton à un moment où un tiers de la production de coton des États-Unis était exportée par le biais de la Nouvelle-Orléans. La Bourse a cherché à mettre de l'ordre dans ce qui était une activité très spéculative avec des variations de cours très amples, en fournissant une négociation centralisée et un bureau où les personnes impliquées dans le secteur du coton pouvaient obtenir de l'information sur les conditions du marché et les prix. La Bourse a également établi des normes pour la classification de coton et pour faciliter les paiements entre les acheteurs et les vendeurs.
Le New York Cotton Exchange a ouvert en 1870. L'industrie locale était inquiète de ce que la négociation du coton à New York serait plus avantageuse pour les acheteurs que pour les vendeurs, et désireuse de moderniser ses activités. Par conséquent, la Bourse du Coton a ouvert ses portes le 20 février 1871, à l'angle des rues Gravier et Carondelet, dans une zone déjà fréquenté par les marchands de coton de La Nouvelle-Orléans.
La Bourse s'est fait connaître par le développement de techniques de pointe pour la collecte d'informations sur les divers aspects du marché du coton. Dirigé par le Colonel Henry G. Hester pendant de nombreuses années, le secrétaire de la Bourse, des rapports ont été compilés et transmis par le télégraphe, une nouvelle méthode à l'époque. Le colonel Hester a aussi apporté la pratique de la négociation de contrats à terme. Ces avancées ont permis à la Nouvelle-Orléans de retrouver sa position en tant que principal marché" physique au monde et de devenir l'un des leaders sur le marché à terme, devancé seulement par Liverpool et New York."
Des années plus tard, le déclin est venu des conditions du marché mondial, avec la baisse des ensemencements de coton dans le Sud, et divers autres facteurs, qui se sont conjugués pour réduire sa part sur le marché mondial du coton de manière drastique. La Bourse a fermé en 1964. Une poignée de tentatives ont été faites dans les dernières années de redémarrer une bourse similaire, mais aucune n'a été couronnée de succès.

## Peinture de Degas

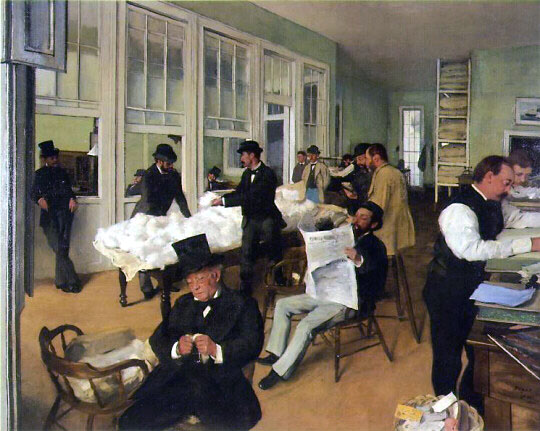
Le Bureau de coton à La Nouvelle-Orléans par Edgar Degas, 1873

Le célèbre artiste Edgar Degas a peint le tableau d'un coton-office en 1873, lorsqu'il rendait visite à des membres de la famille de sa mère.
Bien que certaines sources aient estimé que la peinture représentait la Bourse du Coton, il s'agit en fait du bureau d'un négociant de coton, dans un édifice connu.